# Bryomanginia
Bryomanginia là một chi rêu trong họ Ditrichaceae.